# Tarquinio Pozzoli
Tarquinio Pozzoli (Cremona, 24 maggio 1896 – Cremona, 1927) è stato un politico italiano, sindaco di Cremona per sette mesi.

## Biografia
Trascorse l'infanzia e l'adolescenza in un istituto di Cremona per ragazzi abbandonati, dove si ammalò di tubercolosi. Una volta uscito iniziò a lavorare come falegname e si avvicinò al movimento socialista. Venne chiamato alle armi nella prima guerra mondiale e combatté sul Carso. Venne ricoverato ed in seguito dichiarato inabile al servizio militare a causa degli effetti del gas. Tornato nella nativa Cremona si impegnò in attività di propaganda contro la guerra e nel 1917 venne per questo condannato, insieme al compagno Dante Bernamonti, a dieci anni di reclusione dal tribunale militare di Pradamano, ma uscì nel 1919 grazie ad un'amnistia. A Cremona si distinse come dirigente del Partito Socialista Italiano e diventò sindaco nel 1920. Come sindaco cercò di potenziare i servizi sociali, sanitari e la scuola, richiedendo l'appoggio dei ceti benestanti. Appartenente alla corrente di Amadeo Bordiga, aderì al Partito Comunista d'Italia, diventando capo della federazione provinciale del partito.
A seguito delle elezioni politiche italiane del 1921, che avevano visto nella provincia di Cremona il prevalere del PSI sul PCdI, si dimise da sindaco; in seguito con l'arrivo di Antonio Gramsci alla guida del partito Pozzoli perse l'incarico di segretario della federazione provinciale. Morì nel 1927, ed i fascisti locali impedirono lo svolgimento del funerale.